# Eau Rousse
Der Eau Rousse ist ein kleiner Gebirgsfluss in den französischen Westalpen, der im Département Savoie der Region Auvergne-Rhône-Alpes östlich der Stadt Chambery verläuft.

## Geografie

### Verlauf
Der Eau Rousse entspringt unter dem Namen Ruisseau de la Rave im Lauzière-Massiv unterhalb des Gipfels Gros Villan (2746 m) im südwestlichen Gemeindegebiet von La Léchère, entwässert generell Richtung Nordosten und mündet nach rund 15 Kilometern im gleichen Gemeindegebiet von La Léchère als linker Nebenfluss in die Isère. Auf einem kurzen Abschnitt von etwa 600 Metern bildet der Eau Rousse die Grenze zur benachbarten Gemeinde Les Belleville.

### Orte am Fluss
(Reihenfolge in Fließrichtung)
- La Lauzière d’en bas, Gemeinde La Léchère
- Celliers, Gemeinde La Léchère
- La Thuile, Gemeinde La Léchère
- Villard Benoît, Gemeinde La Léchère
- Bonneval, Gemeinde La Léchère
- La Léchère